# Bancontact
Bancontact, connu jusqu'en 2016 comme « Bancontact/MisterCash » est le système de paiement qui domine le marché des paiements électroniques en Belgique.
En tant que système de paiement par carte de débit, Bancontact permet l'accès électronique en vue d'un retrait d'argent via un guichet automatique bancaire ou paiement en magasin, dans des gares, péages routiers, stations-services… ou encore en ligne. Bancontact assure la vérification, le calcul et le règlement de ces paiements électroniques.
En février 2013, Bancontact a commencé le développement d'une application de paiement pour smartphones. L'application fut lancée en mai 2014. Un paiement avec l'appli s'effectue en scannant un code QR avec son téléphone et en introduisant son code PIN. L'appli permet de payer en ligne dans des webshops, de rembourser de petits montants entre amis et depuis peu[Quand ?] également de payer dans différents magasins. 
En avril 2016, Bancontact/MisterCash change de logo et de nom pour devenir Bancontact.

## Historique
Deux systèmes sont lancés par diverses banques, tous deux en juin 1979 : la CGER (aujourd'hui repris dans BNP Paribas Fortis), la BBL (aujourd'hui ING) et la Kredietbank (aujourd'hui repris dans le groupe KBC) lancent Bancontact, tandis que la Générale de Banque (également aujourd'hui repris dans BNP Paribas Fortis) et le Crédit communal (aujourd'hui Belfius) lancent Mistercash.
Les deux systèmes fusionnent en 1989 et le terme Bancontact s'impose.
À partir du 22 septembre 2021, quatre grandes banques du pays (ING, BNP Paribas Fortis, KBC/CBC et Belfius) ferment peu à peu leurs distributeurs de billets pour les remplacer par des distributeurs neutres sous le nom Bancontact CASH, situés dans des gares, des stations de métro, d'anciennes agences bancaires aujourd'hui désaffectées, des centres commerciaux, et même en plein air, et exploités par une filiale commune, Batopin (nl). Ces nouveaux « distributeurs neutres » permettent le retrait d'argent et le changement du code PIN au moyen des cartes de toutes les banques ; environ 50 % d'entre eux offrent en outre aux clients de leurs banques « actionnaires » des fonctions supplémentaires (solde du compte, dépôt, actualisation des données du compte via la carte d'identité) ; ils ne permettent ni les virements, ni l'impression d'extraits de compte. Ce sont de tels distributeurs que montrent les photos ci-contre ; l'intention est d'en équiper toute la Belgique, avec 2500 distributeurs sur 950 sites, d'ici fin 2025.